# Edifício Plasco

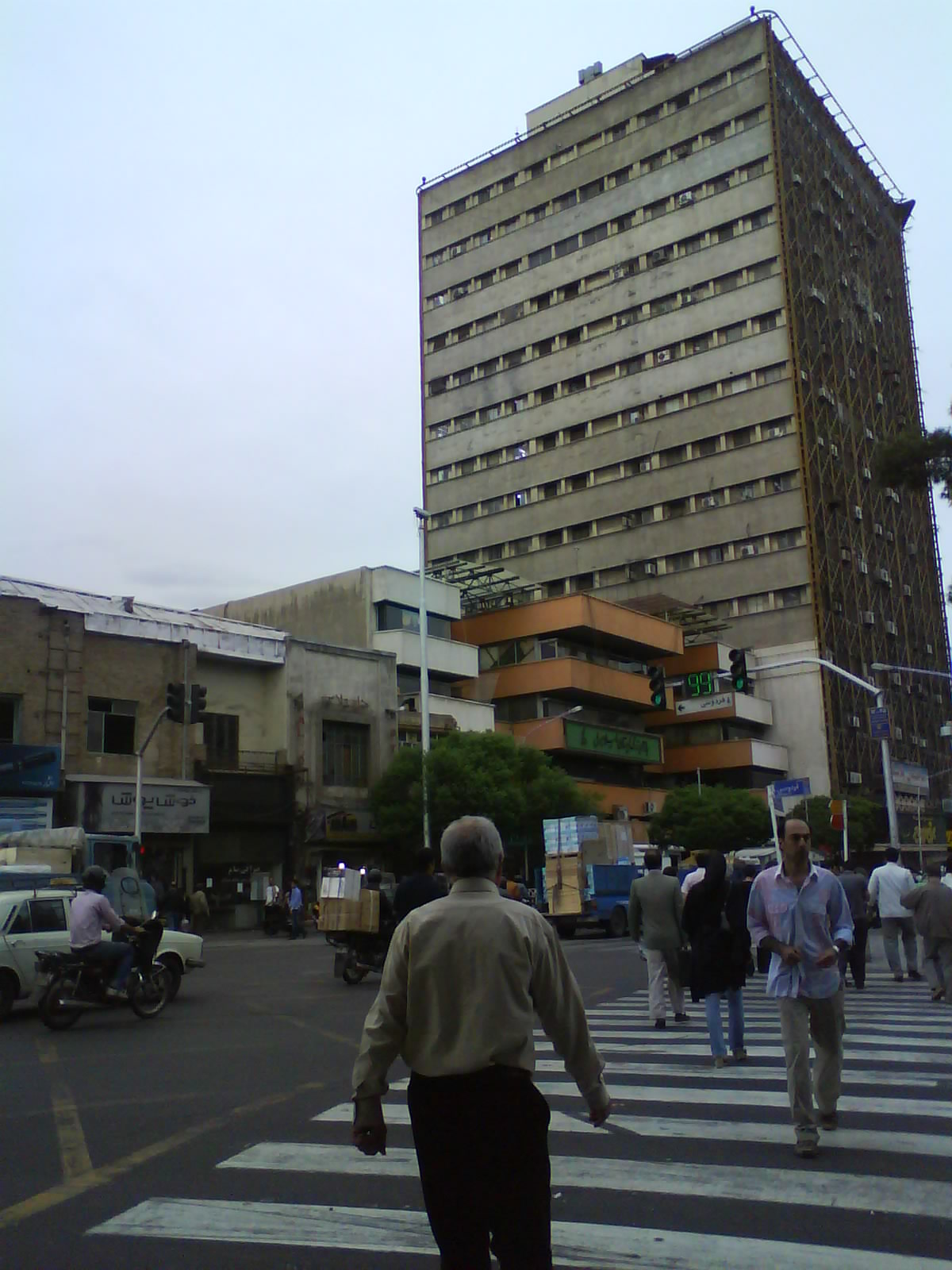
Edifício Plasco

O Edifício Plasco (em persa: ساختمان پلاسکو, Sakhteman Plasko) era um prédio de 17 andares localizado em Teerã, capital do Irã. Foi construído em 1962, durante uma década de rápido crescimento econômico do país, pelo destacado empresário Habib Elghanian, que deu ao prédio o nome da sua empresa de plásticos. 
Quando foi construído, era o edifício o mais alto do Irã e considerado um marco icônico do horizonte da cidade. Tinha uso  residencial e comercial, com um grande centro comercial no térreo, um restaurante no andar superior e diversas oficinas de confecções.
O prédio desabou em 19 de janeiro de 2017, durante um grande incêndio que matou cerca de 20 bombeiros e feriu outras 70 pessoas.